# Melissa of the Hills
Melissa of the Hills è un film muto del 1917 diretto da James Kirkwood. Ambientato nelle zone rurali del Tennessee, ma girato nelle foreste di sequoia californiane, il film aveva come interpreti Mary Miles Minter, Spottiswoode Aitken, Allan Forrest.

## Trama
Tra le colline del Tennessee, Jethro Stark cerca, senza alcun successo, di porre fine alla faida che divide la famiglia degli Allison da quella dei Watts. Sua figlia Melissa, cresciuta orfana di madre, placa le liti delle due famiglie, si prende cura del padre e si inventa nuovi modi per alleviare la loro povertà. Melissa ama Tom Williams, un giovane avvocato, ma Cyrus Kimball, un vecchio avaro di ottant'anni, le sta dietro perché la presenza della ragazza ha degli effetti benefici su di lui.

Quando Melissa viene a sapere che la signora Sanders, una dama dell'alta società, offre abiti a una ragazza meritevole, le scrive chiedendo per sé un vestito per la festa e un cappotto nuovo per suo padre Jethro. Il marito della signora Sanders riconosce Jethro come un fuggitivo dalla giustizia e avvisa il vice sceriffo Sam Allison. La famiglia dei Watts corre in aiuto di Melissa e dà battaglia. Jethro resta ucciso mentre cerca di fermare i contendenti. La sua innocenza viene riconosciuta e le famiglie si riconciliano. 

## Produzione
Il film fu prodotto dall'American Film Company. L'inizio della lavorazione del film - con il titolo di lavorazione The Circuit Rider - fu annunciato dalla stampa il 19 maggio 1917. Le riprese ebbero luogo presso gli American Film Co. Studios di Santa Barbara e nella foresta di sequoie vicino a Santa Cruz.

## Distribuzione
Distribuito dalla Mutual, il film uscì nelle sale cinematografiche statunitensi il 23 luglio 1917, seguito da una prima a New York al Loew’s Broadway Theatre di Brooklyn il 28 luglio.

### Conservazione
Non si conoscono copie ancora esistenti della pellicola che viene considerata presumibilmente perduta.